# Ralstonia solanacearum
Espèce
Ralstonia solanacearum (synonymes : Pseudomonas solanacearum, Burkholderia solanacearum) est une  bactérie du sol, pathogène des végétaux, Gram-négative. Présente dans tous les continents, particulièrement dans les régions tropicales et subtropicales, elle colonise le xylème, causant une pourriture bactérienne ou bactériose vasculaire chez de nombreuses plantes-hôtes, touchant plus de 53 familles botaniques. C'est notamment l'agent de la pourriture brune de la pomme de terre, de la maladie de Granville du tabac et de la maladie de Moko du bananier.
Cette bactérie est capable de transformation naturelle.
La souche race 3 / biovar 2 peut survivre dans les morelles vivaces qui servent d'hôtes secondaires, et peut également provoquer le flétrissement bactérien de la tomate. Certains États de l'UE et les pays du Moyen-Orient n'ont pas encore réussi à éradiquer ce pathogène.